# Wyspy Świętego Tomasza i Książęca na Mistrzostwach Świata w Lekkoatletyce 2013
Wyspy Świętego Tomasza i Książęca na Mistrzostwach Świata w Lekkoatletyce 2013 – reprezentacja Wysp Świętego Tomasza i Książęcej podczas Mistrzostw Świata w Moskwie liczyła 1 zawodnika, który nie zdobył medalu.

## Występy reprezentantów Wysp Świętego Tomasza i Książęcej
| Konkurencja            | Zawodnik                  | Preeliminacje | Preeliminacje | Eliminacje | Eliminacje | Półfinał | Półfinał | Finał    | Finał   |
| Konkurencja            | Zawodnik                  | Rezultat      | Pozycja       | Rezultat   | Pozycja    | Rezultat | Pozycja  | Rezultat | Pozycja |
| ---------------------- | ------------------------- | ------------- | ------------- | ---------- | ---------- | -------- | -------- | -------- | ------- |
| Bieg na 100 m mężczyzn | Christopher Lima da Costa | 11,79 (SB)    | 28.           | NQ         | NQ         | NQ       | NQ       | NQ       | NQ      |